# Martha Minow

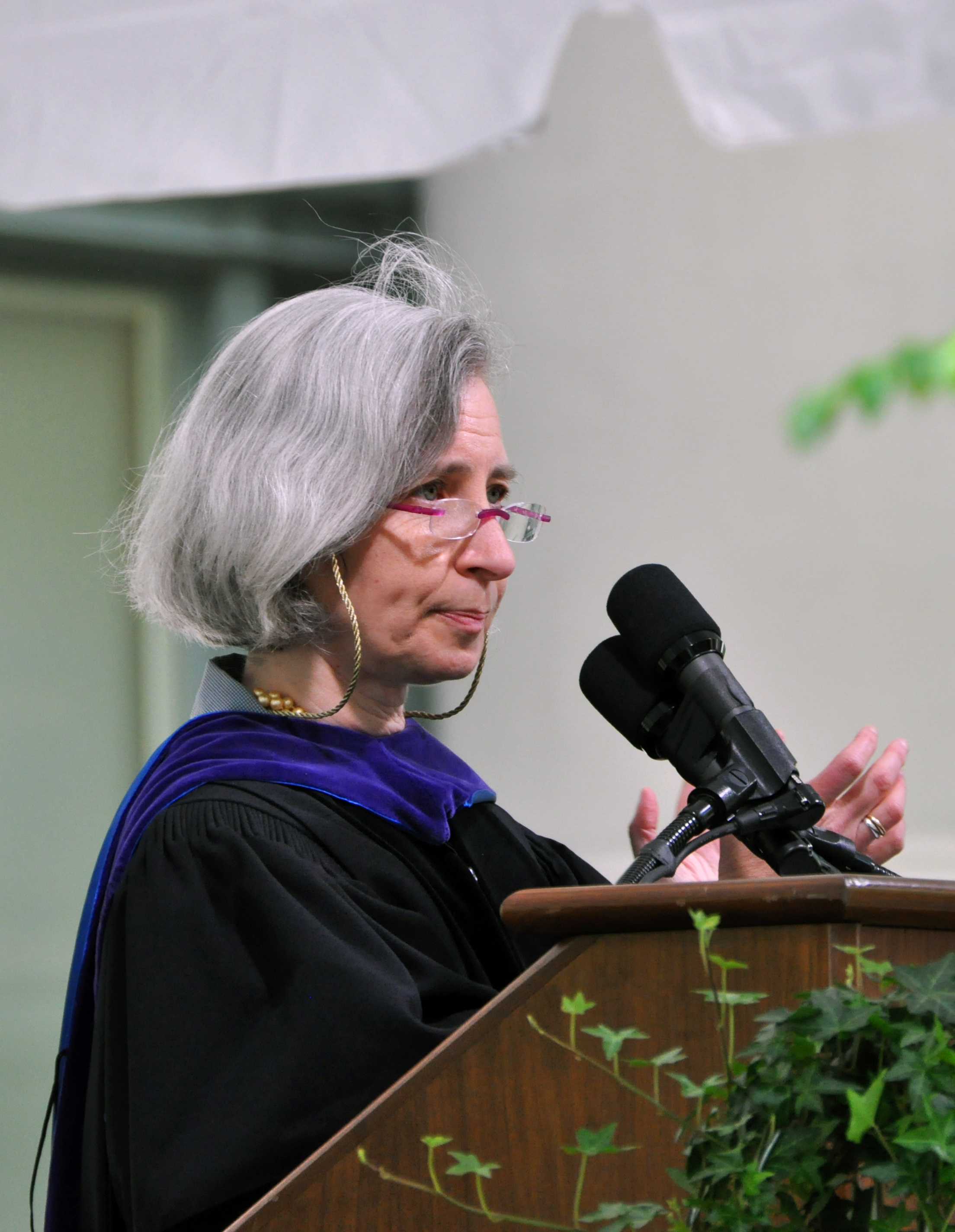
Martha Minow (2010).

Martha Minow, född 6 december 1954 i Highland Park, Illinois, är en amerikansk professor i juridik vid Harvard Universitys juridiska fakultet. Hennes intresseområden för forskning inkluderar ojämlikhet, mänskliga rättigheter, övergångssamhällen, förhållandet mellan lagen och social förändring samt förhållandet mellan religion och pluralism. Hon har tagit examina vid University of Michigan 1975, med historia som huvudämne; Harvard Graduate School of Education 1976; och Yale Universitys juridiska fakultet 1979. Innan hon började arbeta vid Harvards juridiska fakultet, arbetade hon som assistent åt domaren Thurgood Marshall, vid USA:s högsta domstol.